# Mandarin Mix-Up
Mandarin Mix-Up er en amerikansk stumfilm fra 1924 instrueret af Scott Pembroke.

## Medvirkende
- Stan Laurel
- Julie Leonard